# 145452 Рітона
2005 RN43 — класичний об'єкт поясу Койпера. Відкритий 10 вересня 2005 року Ендрю Беккером, Ендрю Пакеттом і Джеремі Кубикою в обсерваторії Апачі-Пойнт (Нью-Мексико, США).

## Класифікація
Відповідно до класифікації Центру малих планет (MPC), об'єкт (145452) 2005 RN43 є к'юбівано. Але оскільки цей об'єкт має нахил орбіти 19,3° і невідомо, як він придбав цей помірний нахил, Центр Глибокого дослідження екліптики (DES) класифікує його як зовнішній об'єкт розсіяного диска.